# Тутонг
Тутонг на малайски: Daerah Tutong е един от 4-те окръга на Бруней. Населението му е 48 300 жители (по приблизителна оценка за юли 2017 г.), а площта 1166 кв. км. Намира се в часова зона UTC+8. ISO 3166 – 2 кодът му е BN-TU.